# Enaria betiokensis
Enaria betiokensis är en skalbaggsart som beskrevs av Marc Lacroix 1993. Enaria betiokensis ingår i släktet Enaria och familjen Melolonthidae. Inga underarter finns listade i Catalogue of Life.